# Вей Фенхе
Вей Фенхе (кит.: 魏凤和 нар. 1954, пров. Шаньдун) — китайський генерал-полковник (2012), член Центральної військової ради Китаю, член Державної ради КНР (1-й) та 1 міністр національної оборони з 2018 року по 2023 рік. Пройшов шлях від солдата до командувача (2012—2017) Ракетними військами НВАК (передусім Друга артилерія НВАК).
Член КПК із січня 1972 року, член ЦК КПК 18-19 скликань (кандидат 17 скликання).

## Біографія
На службі в НВАК з 16 років — з грудня 1970 року.
Закінчив командний факультет Командної академії Другої артилерії НВАК (1984).
З грудня 2006 до грудня 2010 року начштабу Другої артилерії НВАК.
З грудня 2010 року по жовтень 2012 року заступник начальника Генерального штабу НВАК.
З жовтня 2012 року командувач Ракетними військами НВАК (до 2015 р. Друга артилерія НВАК) (по 2017). Єдиний, хто був у ЦВС 18-го скликання лише кандидатом у члени ЦК КПК попереднього скликання (інші були щонайменше його членами).
Генерал-полковник (листопад 2012), генерал-лейтенант (липень 2008), генерал-майор (липень 2004), полковник (вересень 1994). Став першим, який отримав повне генеральське звання при Сі Цзіньпіні, чиєю «стовідсотковою креатурою» його називають. Його попадання на третій рядок у складі Центральної військової ради спостерігачі розцінили як пролог до призначення міністром оборони (як у випадку з Чан Ваньцюанем, який став його попередником на цій посаді), що й сталося. Міністр національної оборони від 19 березня 2018 року.
1 грудня 2020 року Вей був нагороджений Орденом Досконалості за його заслуги у сприянні оборонному співробітництву між Пакистаном і Китаєм.
26 квітня 2021 року Вея Фенхе приймали Генеральний секретар ЦК КПВ Нгуен Фу Чонг та Президент В'єтнаму Нгуен Суан Фук. На день раніше його зустрів в'єтнамський міністр національної оборони генерал-полковник Фан Ван Жанг.

## Нагороди
- Орден Досконалості (Пакістан, 2020 год)